# Keiko Kubota
Keiko Kubota (窪田啓子 Kubota Keiko?), även känd som bara Keiko, född 5 december 1985 i Tokyo, är en japansk sångerska.

## Biografi
Keiko Kubota har varit medlem i den japanska tjejgruppen Kalafina tillsammans med Wakana Ōtaki och Hikaru Masai sedan gruppen debuterade år 2007.
Hon är även medlem i kompositören Yuki Kajiuras musikgrupp FictionJunction.

## Diskografi

### Studioalbum
- Seventh Heaven (2009)
- Red Moon (2010)
- After Eden (2011)
- Consolation (2013)
- Far on the Water (2015)